# Billy Kimball
Billy Kimbal é um escritor estadunidense,nasceu em Nova York em 8 de julho de 1959.

## Ligações Externas
- Internet Movie Database